# Wabi-cha

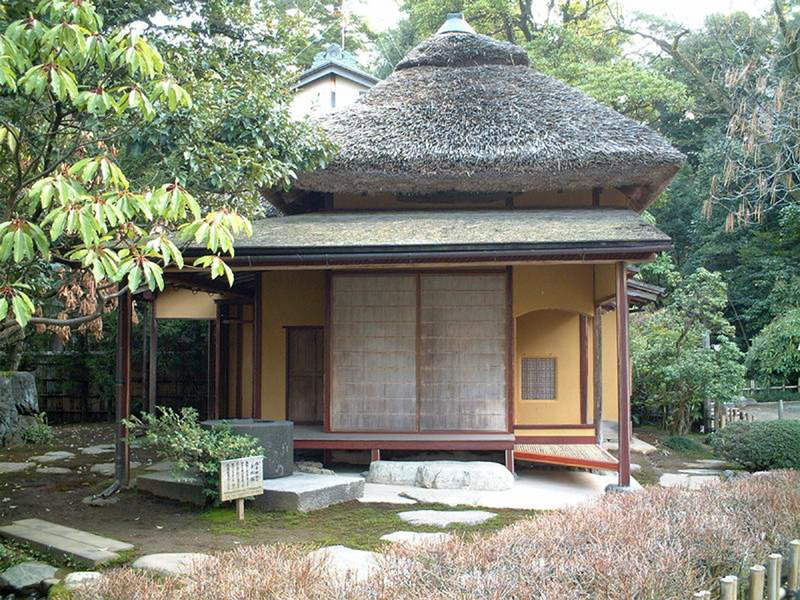
Une maison de thé japonaise (chashitsu, 茶室), du style wabi-cha (侘茶) située dans le jardin Kenroku-en (兼六園) à Kanazawa.

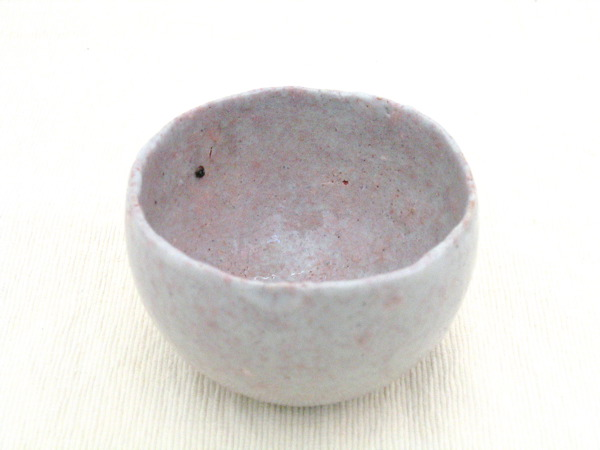
Une tasse de thé (chawan, 茶碗) contemporaine.

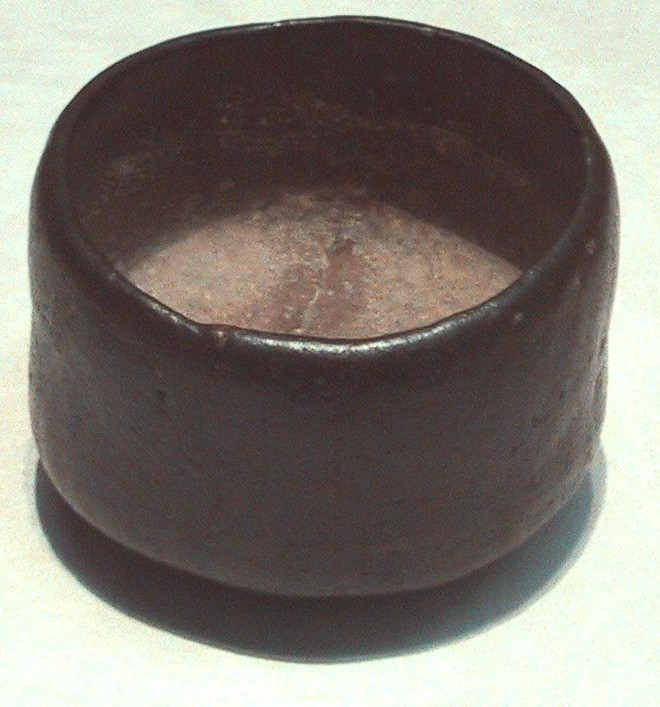
Une tasse de thé (chawan, 茶碗) du XVIe siècle du style kuro-raku (黒楽, raku noir).

Le wabi-cha (わび茶) est un style de la cérémonie de thé japonaise particulièrement associé à Sen no Rikyū et Takeno Jōō avant lui. Ce style se caractérise par la simplicité. Son nom entre en usage durant l'époque d'Edo, et était appelé auparavant wabi-suki (侘数寄), suki faisant référence au concept d'« inclination artistique » et wabi signifie littéralement « triste ».

## Histoire
Durant les dernières années de la période Muromachi, la cérémonie du thé se répandit dans la société japonaise, avec une préférence pour les accessoires très chers d'origine chinoise (appelés karamono). Le wabi-cha est né d'un mouvement visant à apprécier les marchandises locales et les styles plus simples.
Généralement, trois personnes sont créditées du développement de l'esthétisme du wabi-cha : en premier, Murata Jukō, puis Takeno Jōō et, enfin, Sen no Rikyū.
Rikyū cite deux poèmes de l'anthologie Shin Kokin Waka Shū (XIIIe siècle), comme exemples de son esthétique wabi. Le premier, préféré de Takeno Jōō, est écrit de Fujiwara no Teika (1162-1241) : 
Portant mon regard au loin,

Aucune fleur

Ni feuille écarlate :

Un taudis de roseaux

Dans le crépuscule de l'automne.
L'autre, dans lequel Rikyū trouve un appel particulier, est de Fujiwara Ietaka (1158-1237) :
Montre leur qui attendre

Seulement les fleurs

Celles des villages de montagnes :

Les pointe d'herbes dans la neige,

Et avec ça, l'été.
Au centre de l'esthétisme de Rikyū se trouve la petite salle de thé de 4,5 tatamis. Rikyū cherchait à apporter une dimension spirituelle à la cérémonie du thé. Une porte d'entrée basse nécessitant de se courber forçait l'humilité. Sa simplification radicale de l'intérieur de la salle de thé, sa réduction de l'espace au strict minimum nécessaire pour une « rencontre », était la façon de faire la plus pratique pour focaliser le thé sur la communion entre invités et hôtes.
Cela se voit dans l'une des maisons de thé de son concept, la Taian (待庵), située au Myōkian-ji à Yamazaki (Kyoto), qui a été désignée par le gouvernement japonais comme trésor national (kokuhō). Elle représente l'apogée de l'esthétisme née de la prise de conscience contemplative de la relation entre les personnes et les choses. Avec Rikyū, le wabi atteint sa signification la plus profonde et paradoxale : un goût purifié des choses matérielles considérées comme un médium pour l'interaction humaine transcendant le matérialisme.
Rikyū commence également à concevoir ses propres accessoires de thé, parfois il les faisait fabriquer par des artisans locaux. Les bols à thé (raku) viennent de Rikyū grâce à l'artisan Raku Chōjirō qui les fabriquait pour lui. Il a même créé ses propres objets pour le thé, comme des pots de fleurs faits en bambou qu'il coupa lui-même.

## Lewabi-chamoderne
Ironiquement, les temps modernes achevèrent l'aura de simplicité rustique demandé par le wabi-cha qui pouvait être vu comme une entreprise coûteuse. Même les simples objets utilisés par Rikyū et ses disciples gagnèrent du statut et de la valeur : les authentiques bols à thé raku, par exemple, sont parmi les plus chers disponibles aujourd'hui, et parmi les plus recherchés. De même, créer l'apparence de simplicité promue par Rikyū peut coûter très cher à une maison de thé.